# The Birth of Cornelius
| Críticas profissionais | Críticas profissionais |
| Avaliações da crítica  | Avaliações da crítica  |
| Fonte                  | Avaliação              |
| ---------------------- | ---------------------- |
| Território da Música   | [ 1 ]                  |

The Birth of Cornelius é o terceiro álbum do cantor canadense Corneille. Ao contrário de seus 2 álbuns antecessores, onde ele canta em francês, este é o seu primeiro álbum cantado totalmente em inglês.
O álbum foi lançado em 2007 com o selo "Wagram Music". Em 2009, o álbum foi relançado sob o selo "Universal Music"

## Faixas
1. "Back to Life" (4:32)
2. "Love Is Good" (3:24)
3. "Too Much of Everything" (3:43)
4. "I Never Loved You" (3:53)
5. "Murder" (4:04)
6. "Spending On You" (3:58)
7. "Sweet Dependency" (4:36)
8. "Home Is By You" (5:41)
9. "I'll Never Call You Home Again" (3:47)
10. "A Man of This World" (4:26)
11. "The One" (4:30)
12. "Heaven" (5:15)

### Relançamento de 2009
1. "Back to Life" (4:34)
2. "All of My Love" (3:03)
3. "Liberation" (3:35)
4. "A Man of This World" (4:32)
5. "Murder" (4:09)
6. "Foolish Heart" (5:27)
7. "Too Much of Everything" (3:48)
8. "Home Is By You" (5:43)
9. "I'll Never Call You Home Again" (3:48)
10. "Sweet Dependency" (4:38)
11. "Heaven" (5:13)

## Desempenho nas Paradas Musicais
| Ano  | Álbum                  | Desempenho nas Paradas Musicais | Desempenho nas Paradas Musicais | Desempenho nas Paradas Musicais | Desempenho nas Paradas Musicais | Certificação |
| Ano  | Álbum                  | Ultratop 50                     | SNEP                            | Swiss Singles Chart             | Canada Charts                   | Certificação |
| ---- | ---------------------- | ------------------------------- | ------------------------------- | ------------------------------- | ------------------------------- | ------------ |
| 2007 | The Birth of Cornelius | –                               | 23                              | –                               |                                 |              |

## Prêmios e indicações
| Ano  | Prêmio                                          | Categoria              | Indicação              | Resultado | Ref.  |
| ---- | ----------------------------------------------- | ---------------------- | ---------------------- | --------- | ----- |
| 2008 | Gala des prix SOBA (Sounds of Blackness Awards) | Álbum Anglófono do Ano | The Birth of Cornelius | Venceu    | [ 5 ] |